# Douglas-békagyík
A Douglas-békagyík (Phrynosoma douglasii) a hüllők (Reptilia) osztályába a  pikkelyes hüllők (Squamata) rendjébe, a gyíkok (Sauria)  alrendjébe és a békagyíkfélék (Phrynosomatidae) családjába tartozó faj.
Nem rokonai a békáknak, nevüket kinézetük alapján kapták.

## Előfordulása
Észak-Amerika nyugati részén honos. Sivatagokban és gyér füvű síkságok lakója, de a lakott területeket sem kerüli el.

## Alfajai
- Phrynosoma douglasii douglasii
- Phrynosoma douglasii ornatissimum

## Megjelenése
Testhossza 4-13 centiméter, testtömege 10-34 gramm közötti. Koponyájuk hátsó részén, szarvszerű tüskék vannak. Szürke és barna színűek, ami kiváló rejtőszín az élőhelyükön. Testük hengeres. A ragadozóktól megvédik tüskéi, de különleges képessége, hogy vért tud fecskendezni a szeméből, ezzel megzavarja a támadóját.

## Életmódja
Rovarevők, főként hangyákkal táplálkoznak.

## Szaporodása
Elevenszülők. 5-30 darab, egyenként 1 grammos utódot hoznak a világra.